# Челопеч (община)
Община Челопеч (болг. община Челопеч) — община в Софійській області, Болгарія. Населення становить 1734 особи (станом на 15 січня 2010 р.). Адиіністративний центр і єдиний населений пункт — село Челопеч.

## Географія
Община Челопеч розташована в Златишсько-Пірдопській котловині на південь від гір Стара-Планина. Протікає річка Воздол — лівий приток Топольниці. Площа території общини — 44,39 км². Клімат — помірно-континентальний.

## Економіка
В общині Челопеч знаходяться два з найбільших в Європі родовища мідно-золотих піритових руд (мідноколчеданні родовища) «Челопеч» і «Воздол». Власність на розробку руди має канадська фірма «Челопеч Майні».

## Демографія

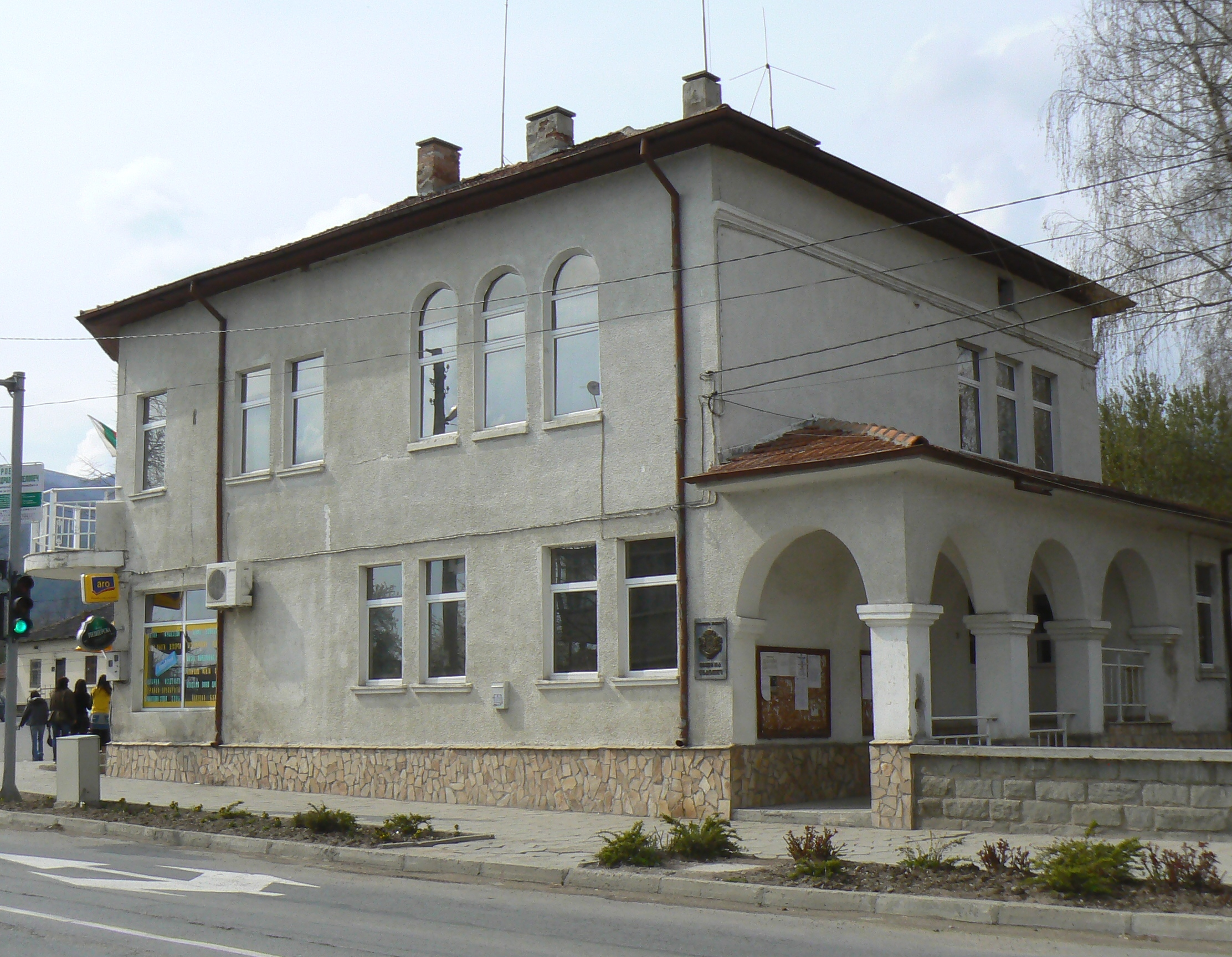
Будівля адміністрації общини Челопеч

Станом на 31 грудня 2008 року в общині проживав 1751 мешканець, враховуючи:
- чоловіків — 886 осіб.
- жінок — 865 осіб.

Природний приріст населення за 2008 рік — нульовий: у чоловіків негативний — смертність перевершила народжуваність на 2 особи, а у жінок позитивний — народжуваність перевершила смертність на 2 особи.. За рахунок внутрішньої і зовнішньої міграції загальне населення громади збільшилося на 9 осіб. (чоловіків на 7 осіб, жінок на 2 особи).

## Політична ситуація
Кмет (мер) общини Челопеч — Алексі Іванов Кесяков за результатами виборів 2007 року.